# Родин, Борис Аркадьевич
Бори́с Арка́дьевич Ро́дин (настоящая фамилия — Блит; род. 8 апреля 1955, Ленинград) — русский поэт-песенник, продюсер, бизнесмен и общественный деятель.

## Биография
В 1976 году окончил Ленинградский технологический институт холодильной промышленности по специальности инженер-механик. После службы в армии работал в транспортном управлении Ленгорисполкома инженером, с 1985 года — начальником колонны, а затем заместителем директора автобазы «Интурист». С 1993 года по 2005 год был генеральным директором ОАО «Интуравтосервис», совмещая должность главы объединения ВАО «Интурист» по Северо-Западу России. В 2005 году возглавил фонд имени Сергея Есенина и Санкт-Петербургский продюсерский «Центр содействия культуре и творчеству». Как поэт-песенник написал более 400 песен в сотрудничестве с композиторами Сергеем Касторским, Борисом Богдановым, Галой Роза (Романовой), Сергеем Сметаниным, Натальей Ивановой, Александром Лыгуном, Александром Опариным, Виталием Миловидовым, Андреем Московым, Филиппом Клибановым, Виктором Кривоносом (Португалия), Лилией Евсеевой. Песни на стихи Бориса Родина поют Иосиф Кобзон, Лариса Долина, Михаил Боярский, Лев Лещенко, Альберт Асадуллин, Юрий Охочинский, Игорь Наджиев, Лариса Черникова, Анатолий Тукиш, Бедрос Киркоров, Надежда Воеводина, Наталья Павлова, группы (ВИА, ансамбли) «Сябры», «Поющие гитары», «Дружба», «На-На», «Синяя птица», «Богема» и многие другие исполнители.
С 2009 года телеведущий авторской телевизионной программы «Чаша бытия».
Живёт в Санкт-Петербурге; работает в строительном бизнесе.

## Факты
Родин — был Генеральным продюсером акции к 300-летию Санкт-Петербурга «Васильевский остров — Васильевскому спуску», проводившейся в течение трёх лет на концертных площадках Москвы — в ГЦКЗ «Россия» и Большом Кремлёвском дворце. Песня «Колокольчики во ржи» в исполнении Иосифа Кобзона стала лауреатом телефестиваля «Песня года-2001», а в 2010 году пьеса «Мой ангел» в аудиоверсии удостоена диплома Союза театральных деятелей РФ в международном радиофествале «Театр у микрофона» радиокомпании «Голос России». В 2005 году спродюсировал и выпустил 2CD-альбом «В этом мире я только прохожий…» к 110-летию со дня рождения Сергея Есенина. Альбом содержит 21 трек песен, написанных Санкт-Петербургскими композиторами на стихи Сергея Есенина, в исполнении з.а.р.Анатолия Тукиша. В качестве директора «Благотворительного фонда им. С.Есенина» участвовал в установке трёх памятников Сергею Есенину в Санкт-Петербурге. Борис Родин является Почётным работником автотранспорта РФ и, в том числе, автором Гимна АСМАП (Ассоциации международных автоперевозчиков) России и обладателем звания (с вручением медали) «Профессионал России». В 2021 году записана рок-опера «Прометей» — либретто и автор текста Борис Родин, автор музыки Виктор Кривонос /Португалия/ .